# Балдеевское (сельское поселение)
Балдеевское — упразднённое муниципальное образование со статусом сельского поселения в составе Кизнерского района Удмуртии.
Административный центр — село Балдейка.
Образовано в 2004 году в результате реформы местного самоуправления, предшественник — Балдеевский сельсовет.
25 июня 2021 года упразднено в связи с преобразованием муниципального района в муниципальный округ.

## Географические данные
Находится на юге района, граничит:
- на севере с Кизнерским сельским поселением
- на востоке с Бемыжским и Верхнебемыжским сельскими поселениями
- на юге с республикой Татарстан
- на западе с Кировской областью

По территории поселения протекают реки: Ямышка и Лубянка.
Общая площадь поселения — 17 473 гектар, из них сельхозугодья — 5702 гектар.

## История
Староаргабашский сельсовет Троцкой волости Можгинского уезда образован в 1925 году. В результате районирования в 1929 году Троцкая волость ликвидирована и часть её сельсоветов, в том числе и Староаргабашский, переданы в состав Граховского района. В 1935 году, в границах ранее существовавшей Троцкой волости, образован Бемыжский район. 27 ноября 1956 года Бемыжский район упразднён и сельсовет передан в состав Кизнерского района. 21 апреля 1958 года Староаргабашский сельсовет переименован в Балдеевский сельсовет с переносом центра сельсовета из деревни Старый Аргабаш в село Балдейка.

## Население
| 2010 | 2012 | 2013 | 2014 | 2015 | 2016 | 2017 |
| ---- | ---- | ---- | ---- | ---- | ---- | ---- |
| 737  | ↘707 | ↘677 | ↘654 | ↘641 | ↘606 | ↘601 |
| 2018 | 2019 | 2020 |      |      |      |      |
| ↘585 | ↘574 | ↘563 |      |      |      |      |

## Населенные пункты
| Название       | Тип населённого пункта       | Население | Почтовый индекс | ОКАТО          |
| -------------- | ---------------------------- | --------- | --------------- | -------------- |
| Балдейка       | Село, административный центр | 390       | 427701          | 94 226 805 001 |
| Нижняя Чабья   | деревня                      | 111       | 427701          | 94 226 805 003 |
| Старый Аргабаш | деревня                      | 142       | 427702          | 94 226 805 007 |
| Тузьмо-Чабья   | деревня                      | 93        | 427702          | 94 226 805 005 |
| Ямушан-Ключи   | деревня                      | 5         | 427701          | 94 226 805 002 |